# Fortitudo Agrigento 2017-2018
La Fortitudo Agrigento nel 2017-2018 ha disputato il campionato di Serie A2 e i play-off.

## Verdetti stagionali
- Serie A2: (37 partite)

stagione regolare: 7º posto su 16 squadre (15-15);
play-off: eliminata agli ottavi di finale dalla Fortitudo Bologna (0-3).

## Roster
| Fortitudo Agrigento | Fortitudo Agrigento |
| Giocatori           | Staff tecnico       |
| ------------------- | ------------------- |

| N. | Naz.                   | Ruolo | Nome                  | Anno | Alt.   | Peso   |  |
| -- | ---------------------- | ----- | --------------------- | ---- | ------ | ------ |  |
| 00 | Italia (bandiera)      | G     | Luca Savoca           | 1999 |        |        |  |
| 4  | Italia (bandiera)      | C     | Paolo Rotondo         | 1989 | 204 cm | 95 kg  |  |
| 5  | Stati Uniti (bandiera) | A     | Jalen Cannon          | 1993 | 198 cm | 102 kg |  |
| 6  | Italia (bandiera)      | P     | Ruben Zugno           | 1996 |        |        |  |
| 7  | Italia (bandiera)      | GA    | Marco Evangelisti (C) | 1984 | 198 cm | 79 kg  |  |
| 8  | Italia (bandiera)      | P     | Giuseppe Cuffaro      | 1998 | 178 cm |        |  |
| 10 | Italia (bandiera)      | G     | Giuseppe Magro        | 1998 |        |        |  |
| 11 | Stati Uniti (bandiera) | A     | Pendarvis Williams    | 1991 |        |        |  |
| 13 | Italia (bandiera)      | AG    | Giacomo Zilli         | 1995 | 206 cm | 116 kg |  |
| 14 | Italia (bandiera)      | G     | Lorenzo Ambrosin      | 1997 | 195 cm | 90 kg  |  |
| 18 | Italia (bandiera)      | C     | Tommaso Guariglia     | 1997 | 207 cm | 106 kg |  |
| 40 | Italia (bandiera)      | G     | Simone Pepe           | 1993 | 184 cm | 90 kg  |  |
| 44 | Italia (bandiera)      | C     | Isacco Lovisotto      | 1998 |        |        |  |

| Allenatore                                                                  |
| - Franco Ciani                                                              |
| Assistente/i                                                                |
| - Luigi Dicensi Legenda - (C) Capitano - (IN) Inattivo - Infortunato Roster |

### Organigramma
- Organigramma societario
  - Presidente: Salvatore Moncada
  - Vice Presidente: Angelo Iacono Quarantino
  - Direttore Sportivo: Cristian Mayer
  - Dirigente Accompagnatore: Giuseppe Sardella
  - Addetto Stampa: Silvio Schembri

- Staff tecnico
  - Allenatore: Franco Ciani
  - Vice allenatore: Luigi Dicensi
  - Preparatore fisico: Salvatore Alletto
  - Fisioterapista: Maurizio Boschetti
  - Massaggiatore: Dario Gaglio

## Statistiche

### Stagione regolare
| Nome               | Pun | G  | Min  | Falli | Falli | Tiri da 2 | Tiri da 2 | Tiri da 2 | Tiri da 3 | Tiri da 3 | Tiri da 3 | Tiri Liberi | Tiri Liberi | Tiri Liberi | Rimbalzi | Rimbalzi | Rimbalzi | Stop | Stop | Palle | Palle | Ass |
| Nome               | Pun | G  | Min  | C     | S     | R         | T         | %         | R         | T         | %         | R           | T           | %           | O        | D        | T        | D    | S    | P     | R     | Ass |
| ------------------ | --- | -- | ---- | ----- | ----- | --------- | --------- | --------- | --------- | --------- | --------- | ----------- | ----------- | ----------- | -------- | -------- | -------- | ---- | ---- | ----- | ----- | --- |
| Jalen Cannon       | 463 | 30 | 1107 | 66    | 108   | 167       | 293       | 57        | 15        | 54        | 28        | 84          | 116         | 72          | 111      | 179      | 290      | 15   | 10   | 32    | 22    | 57  |
| Pendarvis Williams | 391 | 30 | 1042 | 63    | 91    | 121       | 229       | 53        | 31        | 93        | 33        | 56          | 69          | 81          | 28       | 152      | 180      | 18   | 12   | 51    | 41    | 114 |
| Simone Pepe        | 352 | 30 | 570  | 94    | 88    | 53        | 101       | 52        | 54        | 159       | 34        | 84          | 105         | 80          | 20       | 52       | 72       | 0    | 9    | 33    | 29    | 40  |
| Marco Evangelisti  | 330 | 28 | 837  | 47    | 90    | 78        | 158       | 49        | 37        | 105       | 35        | 63          | 74          | 85          | 9        | 35       | 44       | 1    | 10   | 53    | 16    | 79  |
| Lorenzo Ambrosin   | 299 | 30 | 766  | 108   | 88    | 52        | 100       | 52        | 48        | 150       | 32        | 51          | 62          | 82          | 24       | 75       | 99       | 2    | 5    | 31    | 30    | 35  |
| Tommaso Guariglia  | 161 | 28 | 427  | 70    | 18    | 44        | 97        | 45        | 21        | 52        | 40        | 10          | 15          | 67          | 21       | 52       | 73       | 2    | 4    | 20    | 6     | 14  |
| Ruben Zugno        | 158 | 25 | 572  | 50    | 45    | 44        | 107       | 41        | 17        | 38        | 45        | 19          | 31          | 61          | 18       | 38       | 56       | 0    | 4    | 34    | 17    | 66  |
| Giacomo Zilli      | 101 | 14 | 278  | 39    | 26    | 39        | 76        | 51        | 0         | 0         | 0         | 23          | 31          | 74          | 27       | 39       | 66       | 5    | 3    | 14    | 8     | 9   |
| Isacco Lovisotto   | 90  | 28 | 325  | 54    | 13    | 32        | 67        | 48        | 6         | 25        | 24        | 8           | 12          | 67          | 8        | 28       | 36       | 3    | 4    | 17    | 8     | 13  |
| Paolo Rotondo      | 23  | 3  | 52   | 10    | 5     | 11        | 15        | 73        | 0         | 2         | 0         | 1           | 2           | 50          | 6        | 12       | 18       | 1    | 1    | 6     | 1     | 4   |
| Giuseppe Cuffaro   | 10  | 13 | 44   | 3     | 6     | 3         | 6         | 50        | 0         | 1         | 0         | 4           | 7           | 57          | 0        | 4        | 4        | 0    | 0    | 3     | 1     | 6   |
| Luca Savoca        | 3   | 1  | 2    | 0     | 0     | 0         | 0         | 0         | 1         | 1         | 100       | 0           | 0           | 0           | 0        | 0        | 0        | 0    | 0    | 0     | 0     | 0   |
| Giuseppe Magro     | 0   | 2  | 3    | 1     | 0     | 0         | 1         | 0         | 0         | 0         | 0         | 0           | 0           | 0           | 0        | 0        | 0        | 0    | 0    | 0     | 0     | 0   |

### Play-off
| Nome               | Pun | G | Min | Falli | Falli | Tiri da 2 | Tiri da 2 | Tiri da 2 | Tiri da 3 | Tiri da 3 | Tiri da 3 | Tiri Liberi | Tiri Liberi | Tiri Liberi | Rimbalzi | Rimbalzi | Rimbalzi | Stop | Stop | Palle | Palle | Ass |
| Nome               | Pun | G | Min | C     | S     | R         | T         | %         | R         | T         | %         | R           | T           | %           | O        | D        | T        | D    | S    | P     | R     | Ass |
| ------------------ | --- | - | --- | ----- | ----- | --------- | --------- | --------- | --------- | --------- | --------- | ----------- | ----------- | ----------- | -------- | -------- | -------- | ---- | ---- | ----- | ----- | --- |
| Jalen Cannon       | 40  | 3 | 106 | 9     | 11    | 18        | 22        | 82        | 0         | 1         | 0         | 4           | 9           | 44          | 10       | 16       | 26       | 2    | 0    | 2     | 3     | 9   |
| Simone Pepe        | 37  | 3 | 59  | 10    | 8     | 7         | 10        | 70        | 6         | 23        | 26        | 5           | 9           | 56          | 3        | 7        | 10       | 1    | 1    | 7     | 4     | 5   |
| Pendarvis Williams | 32  | 3 | 106 | 8     | 4     | 11        | 21        | 52        | 2         | 13        | 15        | 4           | 4           | 100         | 2        | 14       | 16       | 1    | 0    | 7     | 4     | 12  |
| Lorenzo Ambrosin   | 29  | 3 | 76  | 10    | 11    | 6         | 16        | 38        | 5         | 12        | 42        | 2           | 4           | 50          | 6        | 6        | 12       | 0    | 0    | 5     | 4     | 4   |
| Marco Evangelisti  | 26  | 3 | 87  | 4     | 9     | 4         | 16        | 25        | 4         | 15        | 27        | 6           | 7           | 86          | 4        | 4        | 8        | 0    | 2    | 2     | 0     | 6   |
| Tommaso Guariglia  | 23  | 3 | 53  | 5     | 3     | 10        | 16        | 63        | 1         | 6         | 17        | 0           | 0           | 0           | 4        | 9        | 13       | 0    | 1    | 2     | 1     | 2   |
| Ruben Zugno        | 12  | 3 | 40  | 8     | 6     | 5         | 8         | 63        | 0         | 1         | 0         | 2           | 4           | 50          | 1        | 5        | 6        | 0    | 1    | 4     | 2     | 4   |
| Giacomo Zilli      | 8   | 3 | 51  | 9     | 4     | 3         | 13        | 23        | 0         | 1         | 0         | 2           | 5           | 40          | 2        | 3        | 5        | 0    | 3    | 2     | 0     | 2   |
| Isacco Lovisotto   | 4   | 3 | 22  | 3     | 1     | 2         | 6         | 33        | 0         | 2         | 0         | 0           | 0           | 0           | 0        | 2        | 2        | 0    | 1    | 0     | 0     | 1   |